# Glenn Skram
Pour les articles homonymes, voir Skram.
Glenn Skram, né le 19 avril 1974, est un coureur norvégien du combiné nordique, deux fois médaillé d'or du Championnat du monde junior ainsi que le vainqueur de la Coupe continentale de la spécialité.

## Carrière
Glenn Skram participe à ses premières compétitions internationales en mars 1992, lors des Championnats du monde juniors à Vuokatti, où il remporte la médaille d'or par équipes. Deux ans plus tard, il réitère cette performance par équipes lors des Championnats du monde junior à Breitenwang.
Il fait ses débuts en Coupe du monde le 15 janvier 1994 à Oslo, où il termine cinquante-troisième d'un Gundersen. Il marque ses premiers points peu de temps après, le 19 mars 1994, à Thunder Bay, en décrochant une onzième place. Il termine quarante-deuxième du classement général de la Coupe du monde 1994. Il obtient ses meilleurs résultats en Coupe du monde durant la saison 1994-1995, où il termine cinquième d'un Gundersen de 15 kilomètres et quinzième du classement général final.
Skram a également participé à la Coupe du monde B (désormais appelée Coupe continentale), dont il a remporté le classement général lors de la saison 1993/1994, avec une victoire à Klingenthal le 13 février 1994 et quatre podiums.
Il met un terme à sa carrière en 1997.

## Résultats

### Championnats du monde junior
| Rang | Date            | Lieu        | Épreuve                                                                   |
| ---- | --------------- | ----------- | ------------------------------------------------------------------------- |
| 1    | 22 mars 1992    | Vuokatti    | Relais K90/3x5 km Norvège- Glenn Skram - Thomas Vesteraas - Halldor Skard |
| 1    | 27 janvier 1994 | Breitenwang | Relais K90/3x5 km Norvège- Kenneth Braaten - Jermund Lunder - Glenn Skram |

### Coupe du monde

#### Classements généraux
- saison 1993/1994 : 42e
- saison 1994/1995 : 15e
- saison 1995/1996 : 28e
- saison 1996-1997 : 43e

### Coupe du monde B

#### Classements généraux
- saison 1992/1993 : 23e
- saison 1993/1994 : 1er

#### Podiums dans l'ordre chronologique
| Date             | Lieu          | Épreuve             | Rang | Vainqueur         |
| ---------------- | ------------- | ------------------- | ---- | ----------------- |
| 12 décembre 1993 | Kuopio        | Gundersen K90/15 km | 2e   | Tsugiharu Ogiwara |
| 19 décembre 1993 | Vuokatti      | Gundersen K90/15 km | 2e   | Hannu Manninen    |
| 13 février 1994  | Klingenthal   | Gundersen K73/15 km | 1er  | -                 |
| 17 février 1994  | Szczyrk       | Gundersen K90/15 km | 2e   | Günter Csar       |
| 20 février 1994  | Štrbské Pleso | Gundersen K90/15 km | 3.   | Christoph Braun   |